# Departamento de Geología (Universidad Nacional del Sur)
El Departamento de Geología es uno de los 17 departamentos que constituyen la Universidad Nacional del Sur, localizada en la ciudad de Bahía Blanca, Argentina.

## Historia
Como se comentó anteriormente, el departamento de Geología se inició en conjunto con el de Geografía, desde la fundación de la universidad en 1956 hasta 1962 en el que éstos fueron separados. En 1975 se forma un nuevo departamento llamado Departamento de Ciencias Naturales en conjunto con el Departamento de Biología hasta el año 1983 en el que se separan ambos departamentos.

## Carreras
Las carreras de grado del departamento son las siguientes:
| Carreras de grado                           | Duración |
| ------------------------------------------- | -------- |
| Tecnicatura Universitaria en Medio Ambiente | 3 años   |
| Profesorado en Geociencias                  | 4 años   |
| Licenciatura en Ciencias Geológicas         | 5 años   |
| Sitio web del Departamento de Geología      |          |